# Châteauneuf-du-Faou
 Châteauneuf-du-Faou  (en bretón Communauté de communes de Haute Cornouaille) es una población y comuna francesa, situada en la región de Bretaña, departamento de Finisterre, en el distrito de Châteaulin. Es el chef-lieu y mayor población del cantón de Châteauneuf-du-Faou.

## Demografía
| 3436 | 3723 | 3754 | 3972 | 3777 | 3602 |
| Para los censos de 1962 a 1999 la población legal corresponde a la población sin duplicidades (Fuente: INSEE [Consultar]) |      |      |      |      |      |